# 헤일리온코리아
헤일리온코리아는 2024년 3월 22일 GSK의 컨슈머헬스케어부문을 독자 출범하였다.

## 제품소개
일반의약품
- 파로돈탁스
- 폴리덴트
- 센소다인
- 볼타렌
- 오트리빈
- 테라플루
- 센티렉스
- 칼트레이드
- 애드빌
- 드리클로
- 니코틴엘

건강기능식품
- 센트룸

## 같이 보기
- 글락소스미스클라인
- 헤일리온